# Wolfgang Seesko
Wolfgang Seesko (* 1970 in Hamburg) ist ein deutscher Autor und Hörspielregisseur.

## Leben
Nach einem Studium der Musik- und Kunstwissenschaft an der Carl von Ossietzky Universität Oldenburg arbeitet Wolfgang Seesko seit 2001 für den Norddeutschen Rundfunk und Radio Bremen als freier Regieassistent für Hörspiel- und Featureproduktionen. Seit 2006 arbeitet er als freier Autor, Hörspielregisseur und Bearbeiter für die ARD und verschiedene Hörbuchverlage, sowie als freier Radiojournalist. Er lebt in Hamburg und Bremen.

## Veröffentlichung
Oldenburg, Univ., Magisterarbeit, 2003: Musik, Stimme, Geräusch: auditive Inszenierungen im Unterhaltungshörspiel der frühen 60er Jahre am Beispiel der „Dickie Dick Dickens“-Folgen von Radio Bremen

## Hörspiele
- 2006: Graffiti Hero – Autor: Christian Schiller
- 2007: Die Wolkenvolk Trilogie – Autor: Kai Meyer
- 2009: Dickie Dick Dickens (mit Hans Helge Ott) – Autoren: Rolf und Alexandra Becker
- 2010: SchnappSchuss – De Krimi op Platt (Folge: DNA ut Oklahoma) – Autor: Carl Groth
- 2012: Der Alltag des Herrn Held  – (Co-Autor mit Jan Georg Schütte)
- 2013: Onno Viets und der Irre vom Kiez – Autor: Frank Schulz
- 2015: Mutter und Sohn – Autor Jan Georg Schütte Hörspiel nach einer Live-Performance im Rahmen der ARD-Hörspieltage 2014
- 2016: Auf der Suche nach Chet Baker – Autor: Bill Moody (Hörspielbearbeitung und Regie)
- 2016: Altes Land – Autorin: Dörte Hansen (Hörspielbearbeitung und Regie)
- 2017: Die Hexenbraut – Autor: Frank Schulz
- 2017: Harald – Autorin: Annette Scheld
- 2017: Merkwürdiger Junge, gefunden im Neuwagen – Autor: Christian Bernhardt
- 2017: Paartherapeut Klaus Kranitz – Bei Trennung Geld zurück (Hörspielserie, Co-Autor mit Jan Georg Schütte)
- 2018: Paartherapeut Klaus Kranitz – Bei Trennung Geld zurück (Hörspielserie 2. Staffel, Co-Autor mit Jan Georg Schütte)
- 2019: Mittagsstunde – Autorin: Dörte Hansen (Bearbeitung und Regie)
- 2019: Fake Metal Jacket – Autor: Sven Recker
- 2020: Szenen in Beige – Autor: Frank Schulz
- 2020: seker is seker (Folge 5–8) – Autoren: Frank Grupe, Hans Helge Ott, Hartmut Cyriacks und Peter Nissen, Hugo Rendler
- 2021: Kalmann – Autor: Joachim B. Schmidt
- 2021: Luzies Erbe – Autorin: Helga Bürster
- 2021: Üm de Eck – Autor: Hugo Rendler
- 2021: Florian, der Karpfen – Autor: Siegfried Lenz
- 2022: Du sollst nicht… – Wie die 10 Gebote unser Leben bestimmen – Autor: Jens Becker
- 2022: Landunter – Autor: Wilke Weermann
- 2022: Timothy Truckle ermittelt (Folge 1–4) – Autor: Gert Prokop
- 2022: De Kawentsmann – Autorin: Helga Bürster
- 2023: Russische Botschaften – Autor: Yassin Musharbash (Hörspielbearbeitung und Regie)
- 2023: Timothy Truckle ermittelt (Folge 5–7) – Autor: Gert Prokop
- 2024: Der Geräuschehändler – Autorin: Kathrin Rohmann (Hörspielbearbeitung und Regie)
- 2024: Donjon, 3. Staffel – Autoren: Joann Sfar und Lewis Trondheim
- 2024: Menschen fallen – Autor: Lars Werner
- 2024: Der Teepalast – Autorin: Elisabeth Herrmann (Hörspielbearbeitung und Regie)
- 2025: Taormina - Autor: Yves Ravey (Hörspielbearbeitung und Regie)

## Auszeichnungen
- 2014: Hörspiel des Monats Januar für Onno Viets und der Irre vom Kiez
- 2016: Zonser Hörspielpreis[4] für Hörspielbearbeitung und Regie von Altes Land
- 2017: Nominierung zum Prix Europa[5] (Single radio drama programmes & episodes from series and serials) mit Paartherapeut Klaus Kranitz (1. Staffel)
- 2018: Hörspiel des Monats September für Paartherapeut Klaus Kranitz – Bei Trennung Geld zurück (2. Staffel)
- 2022: 2. Platz[6] bei den Zonser Hörspieltagen für „Üm de Eck“ von Hugo Rendler
- 2022: Nominierung für den Grimme-Preis 2022 für die TV-Serie Kranitz – Bei Trennung Geld zurück (NDR/Degeto)
- 2023: Zonser Hörspielpreis für bestes regionales Hörspiel 2023 an Helga Bürster für das niederdeutsche Hörspiel „De Kawentsmann“ (RB/NDR)